# Largie Ramazani
Largie Ramazani (Berchem-Sainte-Agathe, 27 febbraio 2001) è un calciatore belga, attaccante del Leeds Utd.

## Biografia
Anche suo fratello Diamant è un calciatore professionista.

## Carriera

### Club

#### Gli inizi
Nato a Berchem-Sainte-Agathe, nella regione di Bruxelles-Capitale, si trasferisce a Londra all'età di 12 anni, dove si unisce alle giovanili del Charlton, dopo aver svolto dei provini con Fulham e Chelsea. Il 3 luglio 2017, all'età di 16 anni, ha firmato un contratto quadriennale con il Manchester United.

#### Manchester United
Dopo essersi messo in mostra con la formazione Under-18, il 21 marzo 2018 ha firmato il suo primo contratto da professionista. Nell'arco di questo periodo, ha giocato nelle formazioni Under-21 ed Under-23.
Debutta con lo United il 28 novembre 2019, subentrando a James Garner nella sconfitta per 2-1 sul campo dell'Astana in Europa League. Il luglio dell'anno successivo viene svincolato, dopo aver deciso di non rinnovare il contratto.

#### Almería
Il 24 agosto 2020 si trasferisce a parametro zero agli spagnoli dell'Almería, firmando un contratto quinquennale.

### Nazionale
Ha origini burundesi, rendendolo convocabile dal Burundi e dal Belgio. Ha militato nelle nazionali giovanili belghe Under-17, Under-18, Under-19 ed Under-21.

## Statistiche

### Presenze e reti nei club
Statistiche aggiornate al 23 agosto 2024.
| Stagione        | Squadra         | Campionato      | Campionato | Campionato | Coppe nazionali | Coppe nazionali | Coppe nazionali | Coppe continentali | Coppe continentali | Coppe continentali | Altre coppe | Altre coppe | Altre coppe | Totale | Totale |
| Stagione        | Squadra         | Comp            | Pres       | Reti       | Comp            | Pres            | Reti            | Comp               | Pres               | Reti               | Comp        | Pres        | Reti        | Pres   | Reti   |
| --------------- | --------------- | --------------- | ---------- | ---------- | --------------- | --------------- | --------------- | ------------------ | ------------------ | ------------------ | ----------- | ----------- | ----------- | ------ | ------ |
| nov. 2019       | Manchester Utd  | PL              | 0          | 0          | FACup+CdL       | -               | -               | UEL                | 1                  | 0                  |             | -           | -           | 1      | 0      |
| 2020-2021       | Almería         | SD              | 23+2       | 4+0        | CR              | 4               | 1               |                    | -                  | -                  |             | -           | -           | 29     | 5      |
| 2021-2022       | Almería         | SD              | 30         | 8          | CR              | 3               | 1               |                    | -                  | -                  |             | -           | -           | 33     | 9      |
| 2022-2023       | Almería         | PD              | 33         | 3          | CR              | 1               | 0               |                    | -                  | -                  |             | -           | -           | 34     | 3      |
| 2023-2024       | Almería         | PD              | 29         | 3          | CR              | 2               | 1               |                    | -                  | -                  |             | -           | -           | 31     | 4      |
| lug.-ago. 2024  | Almería         | SD              | 1          | 1          | CR              | -               | -               |                    | -                  | -                  |             | -           | -           | 1      | 1      |
| Totale Almería  | Totale Almería  | Totale Almería  | 118        | 19         |                 | 10              | 3               |                    | -                  | -                  |             | -           | -           | 127    | 22     |
| feb.-mag. 2021  | Almería B       | TD              | 6          | 4          |                 | -               | -               |                    | -                  | -                  |             | -           | -           | 6      | 4      |
| ago. 2024-2025  | Leeds Utd       | FLC             | -          | -          | FACup+CdL       | -               | -               |                    | -                  | -                  |             | -           | -           | -      | -      |
| Totale carriera | Totale carriera | Totale carriera | 124        | 23         |                 | 10              | 3               |                    | 1                  | 0                  |             | -           | -           | 134    | 26     |

## Palmarès

### Club

#### Competizioni nazionali
- Segunda División: 1

Almeria: 2021-2022
- Campionato inglese di seconda divisione: 1

Leeds Utd: 2024-2025